# 한병철
한병철(韓炳哲, 독일어: Byung-Chul Han, 1959년~)은 대한민국 태생으로 독일에서 활동하는 독일 국적 철학자이다. 2012년부터 2017년까지 베를린 예술대학교에서 철학 및 문화연구학 교수를 맡았으며, 현재도 강사로 활동하고 있다.

## 생애
한병철은 대한민국 서울특별시에서 태어나 고려대학교에서 금속공학을 전공하였다. 22세 때, 그는 한국의 폐쇄적인 사회 분위기 속에서 금속공학이나 공부하는 삶을 피하고자 독일로 가는 비행기에 올랐다. 독일에 도착해 프라이부르크 대학교과 뮌헨 대학교에서 가톨릭 신학, 독일어문학과 철학을 공부한 이후, 1994년에 프라이부르크 대학교에서 하이데거를 주제로 박사학위를 받았다. 2000년에 바젤 대학교에서 데리다에 관한 논문으로 교수 자격을 취득했다. 그 후 바젤 대학에서 철학과 사강사로 재직하며 동시에 독일 및 스위스의 여러 대학에서 강의했다. 2010년에 독일 카를스루에 조형예술대학교의 철학/미디어학 교수로 임용되었으며, 2012년부터 2017년까지 베를린 예술대학교에서 철학 및 문화학 교수로 재직했다. 중점적 연구분야는 18세기-20세기 철학, 윤리학, 사회철학, 현상학, 문화철학, 미학, 종교철학, 미디어철학 등이다.
대한민국에서는 2011년 12월 《권력이란 무엇인가》가 번역돼 출간되면서 처음으로 이름이 알려졌다, 2012년 3월에 주 저서인 《피로사회》가 한국어로 번역되어 출판되면서 대한민국에서도 한 달 사이에 1만 5천권, 8개월만에 4만 권이 팔리는이례적 현상을 이끌어 냈다.

## 사상
그의 사회철학은 고도의 기술이 발전한 현대 자본주의 사회 속의 인간상에 집중한다. 그는 《피로사회》에서 현대의 사회를 우울, 불안, 과로 등의 신경증적인 요소로 가득찬 사회로 특징지으면서 이들이 정신의 결핍에 의해서 발생한다기보다는 오히려 과잉으로 인해 발생하는 것이라고 지적한다. 즉 개개인이 성과를 위해 스스로를 과도하게 착취하고 실패를 두려워하게 되는 것이 피로사회를 유발한다는 것으로 이를 규율이 강제되던 과거의 사회와 대조시키며 규율사회로부터 성과사회로의 전환이 일어났음을 보인다. 따라서 이러한 신자유주의 사회는 더 이상 계급구조만으로는 설명할 수 없다고 주장한다. 또한 《폭력의 위상학》에서 주장하듯 이러한 전환은 과거 사회의 폭력이 모습을 바꾼 것에 불과하다고 말한다.
《시간의 향기》에서는 오로지 노동과 그 준비를 위해서만 탕진되는 현대인의 시간 관념을 '자연스러운 지속성의 부재'라는 새로운 시점에서 해석한다.
《에로스의 종말》에서도 이러한 생각을 발전시켜 각 개인의 자기애와 자기주장이 지배하고 있는 현대사회를 해부한다. 그는 더 나아가 이러한 자기애적 사회에서는 진정한 타자와의 관계가 성립할 수 없으므로 적대와 사랑의 구분이 사라져 에로스와 욕망이 불가능하게 되어 가고 있다고 분석한다.

## 학술적 평가
대한민국의 철학계에서는 《피로사회》의 주요 논제인 규율사회에서 성과사회로의 전환이 유효한 것인지에 대한 논의가 진행되었다. 특히 성과사회 속에서의 자기 착취를 해결하기 위한 방안으로 사회적인 연대를 통한 분노의 표출이 도입될 수 없는지에 대한 지적이 다수 있다. 또한 개신교 신학적 관점에서 《피로사회》의 후반부에 논의되는 안식일이 부여하는 오순절-사회 개념이 피조물과 생태계의 위기까지 제대로 설명하고 있지 못하다는 의견도 있다.

## 저서
- 『선불교 사상 Philosophie des Zen-Buddhismus』
- 『권력이란 무엇인가? Was ist Macht?』
- 『죽음의 종류-죽음에 대한 철학적 연구 Todesarten. Philosophische Untersuchungen zum Tod』
- 『하이데거 입문 Martin Heidegger』
- 『죽음과 타자성 Tod und Alterität』
- 『헤겔과 권력-친절함에 대한 시도 Hegel und die Macht. Ein Versuch über die Freundlichkeit』
- 『시간의 향기-머무름의 기술에 대한 철학 에세이 Duft der Zeit. Ein philosophischer Essay zur Kunst des Verweilens』[10]
- 『피로사회 Müdigkeitsgesellschaft』[11]
- 『폭력의 위상학 Topologie der Gewalt』
- 『투명사회 Transparenzgesellschaft』
- 『심리정치 Psycho Politik』
- 『아름다움의 구원』
- 『타자의 추방』
- 『땅의 예찬』

## 수상
- 2025년 아스투리아스 여공상 커뮤니케이션 및 인문학 부문